# Mistrzostwa Polski w Tenisie Stołowym 1985
Mistrzostwa Polski w Tenisie Stołowym 1985 – 53. edycja mistrzostw, która odbyła się w 1985 roku w Gorzowie Wielkopolskim.

## Medaliści
| Konkurencja             | Złoty                                                                                 | Srebrny                                                               | Brązowy                                                            |
| Gra pojedyncza mężczyzn | Andrzej Grubba (AZS Gdańsk)                                                           | Leszek Kucharski (AZS Gdańsk)                                         | Stefan Dryszel (AZS Gliwice)                                       |
| Gra pojedyncza kobiet   | Jolanta Szatko-Nowak (Banda Kraków)                                                   | Ewa Brzezińska-Janik (LUKS Chełmno)                                   | Elżbieta Gracek (AZS Wrocław)                                      |
| Gra podwójna mężczyzn   | Stefan Dryszel (AZS Gliwice) Piotr Molenda (AZS Gliwice)                              | Andrzej Grubba (AZS Gdańsk) Andrzej Jakubowicz (AZS Gdańsk)           | Leszek Kucharski (AZS Gdańsk) Jarosław Łowicki (Start Włocławek)   |
| Gra podwójna kobiet     | Katarzyna Calińska (Spójnia Warszawa) Weronika Sikora-Stelmach (GKS Jastrzębie-Zdrój) | Małgorzata Urbańska (Włókniarz Łódź) Jadwiga Kawałek (Włókniarz Łódź) | Ewa Poźniak (Siarka Tarnobrzeg) Anna Nowacka (Motor Lublin)        |
| Gra mieszana            | Andrzej Grubba (AZS Gdańsk) Jolanta Szatko-Nowak (Banda Kraków)                       | Leszek Kucharski (AZS Gdańsk) Ewa Brzezińska-Janik (LUKS Chełmno)     | Stefan Dryszel (AZS Gliwice) Katarzyna Calińska (Spójnia Warszawa) |